# محمد عبد الخالق عضيمة
محمد عبد الخالق عضيمة (15 يناير 1910 طنطا – 12 يناير 1984) عالم مسلم وباحث في علوم العربية مصري.

## اسمه ومولده
محمّدُ بنُ عبدِ الخالقِ بنِ عليِّ بنِ عضيمةَ؛ وكانَ يكتبُ اسمَه دائماً: محمدُ عبدِالخالقِ عضيمةَ، فيظنُّ من لا يعرفُ الشيخَ أنَّ اسمَه مركَّبٌ من محمدٍ وعبدِ الخالقِ، كما جرَتْ عادةُ بعضِ المعاصرينَ من إضافةِ اسمِ محمَّدٍ إلى أسمائِهم تبرُّكاً، وكانَ الشيخُ يضيقُ بمن يكاتبُه باسمِ الشيخِ عبدِ الخالقِ عضيمةَ، فيحذفُون محمَّداً ظنّاً منهم أنَّ هذا الأمرَ منطبقٌ عليه.
أشارَت الأوراقُ الرسميَّةُ إلى أنَّ الشيخَ ولدَ في تاريخِ 11 ربيع الآخر 1328 هـ الموافق 15 يناير 1910 في قريةِ خباطة من قرى طنطا، وهي قريةٌ تابعة حاليا لمركز قطور، محافظة الغربية.

## طلبه العلم
درسَ الشيخُ عضيمةَ في القريةِ، وحفظَ القرآنَ الكريمَ، وأتمَّ تعليمَه الأوليَّ فيها، وهو ما أهَّلَه للالتحاقِ بمعهدِ طنطا الأزهريِّ وأنهى الدراسةَ فيه عامَ 1930م. بعدَها التحقَ بكليةِ اللغةِ العربيةِ في الأزهرِ، وتخرَّجَ فيها عامَ 1934م. التحقَ بالدِّراساتِ العليا التي أنشئت في ذلكَ الوقتِ، وحصلَ على شهادةِ التخصُّصِ، وهي الماجستيرُ في الأعرافِ الأكاديميّةِ الآن عام 1940م، وكانَ بحثُه بعنوانِ «المشترك في كلام العربِ». حصلَ على العالميّةِ العاليةِ الدكتوراه (تخصص المادةِ) عام 1943م، وكانَت رسالتُه بعنوانِ «أبو العباس المبرد وأثرُه في علومِ العربيةِ».

## شيوخُه
التحقَ بكليةِ اللغةِ العربيةِ، وكانَ يحاضرُ فيها صفوةٌ من العلماءِ المبرِّزينَ في اللغةِ، مثلُ الشيخِ إبراهيمَ الجبالي، والشيخِ سليمان نوار والشيخِ محمَّد محيي الدّينِ والأستاذِ أحمد نجاتي والأستاذِ علي الجارم، والدكتورِ عبد الوهاب عزام، فتلقَّى العلمَ عنهم في النحوِ والصرفِ والأدبِ والتاريخِ. ومن شيوخه الذين ذكر د. عضيمة أنه قرأ عليهم الأستاذ محمد نور الحسن، وأشار إلى أنه كان يقرأ عليه في منزله.

## حياته الاجتماعية
بعدَ حصولِ الشيخِ على الشهادةِ العالميةِ أوفدَ إلى مكّةَ المكرمةِ، وبعدَ مدةٍ قصيرةٍ من إيفاده تزوّجَ بمصر، ورحلَ بزوجتِه إلى مكّةَ المكرمةِ. أنجبَ الشيخُ ثمانيةً من الولدِ، ثلاثةُ أبناء وخمس بنات.

## رحلاته
كانَت أولُ رحلةٍ رحلَها الشيخُ إلى مكَّةَ المكرَّمَةِ، وفيها بدأَ العملَ في كتابِه: «دراساتٍ لأسلوبِ القرآنِ الكريمِ»، وكانَتْ في شهرِ صفرٍ عامَ 1366هـ، يناير عام 1947م. أمَّا الرحلةُ الثّانيةُ فكانَتْ إلى ليبيا، إلى مركزِ الدراساتِ العليا في واحةِ جغبوب، وبقيَ حتى قيامِ انقلاب 1969. أمَّا الرحلةُ الثالثةُ فكانَتْ إلى الرياضِ حتىّ تُوفَّي، وكانَتْ ما بينَ عامي 1392هـ حتَّى عام 1404هـ.

## مؤلفاته وآثاره

### الكتب
- أبو العبَّاسِ المبرّدُ وأثرُه في علومِ العربيّةِ: هذا هو العملُ الذي نالَ به درجةَ الدكتوراه، وقد طبعتْه مكتبةُ الرشدِ بعدَ وفاةِ الشيخِ، وقبلَ أن يعيدَ الشيخُ النظرَ فيه، ولم تتسنَّ مراجعتُه كما ينبغي، ولم تصنعْ له الفهارسُ التي كانَتْ من ديدنِ صاحبِ العملِ.
- دراساتٌ لأسلوبِ القرآنِ الكريمِ: وهو عملٌ علميٌّ ضخمٌ يقعُ في ثلاثةِ أقسامٍ في أحدَ عشرَ مجلّداً؛ قالَ عنه الأستاذُ محمود شاكر:«"فماذَا يقولُ القائلُ في عملٍ قامَ به فردٌ واحدٌ، لو قامَتْ عليه جماعةٌ لكانَ لها مفخرةٌ باقيةٌ ؟ فمنَ التواضعِ أن يسمَّى هذا العملُ الذي يعرضُه عليكَ هذا الكتابُ "معجماً نحوياًّ صرفياًّ للقرآنِ العظيمِ". فمعلومٌ أنَّ جلَّ اعتمادِ المعاجمِ قائمٌ على الحصرِ والترتيبِ. أمَّا هذا الكتابُ فالحصرُ والترتيبُ مجرَّدُ صورةٍ مخطَّطةٍ يعتمَدُ عليها. أمَّا القاعدةُ العظمَى التي يقومُ عليها فهي معرفةٌ واسعةٌ مستوعبةٌ تامَّةٌ لدقائقِ علمِ النحوِ وعلمِ الصرفِ وعلمِ اختلافِ الأساليبِ».[8]

ابنُ هشامٍ ألفَ كتابَه «مغني اللبيبِ» لأولِ مرةٍ في مكةَ، ثمَّ فُقِدَ منه في منصرفِه إلى القاهرةِ، ولمَّا عادَ إلى مكَّةَ ثانيةً ألَّفه للمرَّةِ الثانيةِ.
في هذا العامِ يخبرُ الشيخُ أنَّه أمضَى أكثرَ من خمسةٍ وعشرين عاماً يعمَلُ في هذا الكتابِ، ولم ينجزْ إلا دراسةَ جانبٍ واحدٍ؛ هو الحروفُ والأدواتُ، قالَ «"فهذا العنوانُ "دراساتٌ لأسلوبِ القرآنِ الكريمِ" إنَّما هو عنوانٌ لبحثٍ تناولَ بالدراسةِ جانِباً من جوانبِ الدراساتِ القرآنيةِ، وهو الجانبُ النحويُّ، أقمتُ على دراسةِ هذا الجانبِ أكثرَ من خمسةٍ وعشرين عاماً، وما فرغتُ إلا من جانبٍ واحدٍ من جوانبِ الدراسات النحويةِ، وهو دراسةُ الحروفِ والأدواتِ في القرآنِ».
عمل الشيخ في الكتاب وتفرَّغ له بعد أن عكف سنين طويلة جداًّ على جمع مادته وتبويبها، ومراجعة كثير من مسائلها على كتب النحو التي فهرسها، واعتمد عليها في التصنيف والتقسيم، وتتبع النحويين، وجمع أشتات المسائل، وواصل ليله بنهاره، حتى تمَّ له ما أراد، فأنجز الجانبين الآخرين، هما الجانب النحوي والجانب الصرفي، فجاء القسم الثاني دراسة الجانب الصرفي في أربعة أجزاء، والقسم الثالث دراسة القسم النحوي في أربعة أجزاء أيضاً، بعد القسم الأول وهو قسم الحروف الذي أخرجه في ثلاثة أجزاء، بها تم الكتاب في أحد عشر مجلداًّ، كما سيأتي بعد.
في العام تمَّ إنجازُ الكتابِ كامِلاً تأليفاً وطباعةً؛ في أحدَ عشرَ مجلّداً، تزيدُ صفحاتُ كلِّ مجلدٍ عن ستمائةٍ صفحةٍ، وبعضها تجاوز سبعمائة صفحة، وبعضها الآخر تجاوز ثمانمائة صفحة. قالَ في آخرِ الكتاب في المجلدِ الرابعِ من القسمِ الثالثِ: «كانَتْ طباعةُ القسمينِ الثّاني والثالثِ بالقاهرةِ، وكانَ عملِي في الرياضِ، ولذلكَ وقعَتْ بعضُ الأخطاءِ المطبعيّةِ، وقد نبَّهْتُ على المهمِّ منْها، وتركْتُ الباقي لفطنةِ القارئِ، على أنّي أقولُ كمَا قالَ الإمامُ الشافعيُّ رحمَه اللهُ:
ولستُ أزعمُ أني لا أخطِئُ، فإنَّ العصمةَ للهِ وحدَه، ولكنِّي أقولُ كما قالَ شاعرُ النيلِ حافظ إبراهيم:
واللهَ أسألُ أن يجعلَه عملاً خالصاً لوجهِه تعالى، بريئاً من الرياءِ والسمعةِ والزهْوِ، إنّه سميعٌ قريبٌ مجيبُ الدّعاءِ. 25 شوال 1401هـ 25أغسطس 1981م. محمد عبد الخالق عضيمة، حلوان: 47 شارع محمد سيد أحمد».
في 1402 هـ أعلَنَتِ الأمانةُ العامَّةُ لجائزةِ الملكِ فيصلٍ العالميّةِ للدراساتِ الإسلاميّةِ موضوعَ الجائزةِ للعامِ القادمِ في مجالِ الدراساتِ الإسلاميّةِ هو الدراساتُ القرآنيةُ. وبناءً على هذا رشحتْ كليةُ اللغةِ العربيةِ بجامعةِ الإمامِ محمّدِ بنِ سعودٍ الإسلاميةِ كتابَ «دراساتٍ لأسلوبِ القرآنِ الكريمِ» لمؤلِّفِه الشيخِ محمد عبد الخالق عضيمةَ، لنيل الجائزةِ. في 1403 هـ تعلنُ الأمانةُ العامةُ لجائزةِ الملكِ فيصلٍ العالميةِ فوز الشيخِ محمد عبد الخالق عضيمةَ بجائزةِ الملكِ فيصلٍ العالميةِ للدراساتِ الإسلاميةِ لعامِ 1403هـ. وهكذا كتاب ومؤلف من عام 1366 هـ إلى عام 1404 هـ.
لطالما تمنى أن يرى كتابه مطبوعاً تاماًّ كاملاً، فإذا به يفوزِ بجائزةٍ عالميَّةٍ، في وقت لم يخطرْ ببالِه أنّه سيكمِلُ الكتابَ، ولك أن تنظر حاله عام 1375 هـ لما قال:«إن كان في العمر بقية»، ثم لما عنَّ له أن يدعوَ بالدعاءِ السابقِ الذي جعلَه ختامَ كتابِه، ثم كان الختامُ منحه جائزةَ الملكِ فيصلٍ العالميةِ للدراساتِ الإسلاميةِ في حياته، ثم يتوفى بعد هذا في العام التالي لهذا مباشرة.
- فهارس كتاب سيبويه: هذا العملُ الضخمُ يقعُ في إحدى عشرةَ وتسعِمائةِ صفحةٍ، وهو أكبر عملٍ لفهرسة كتاب نحو، وقالَ الشيخُ في باعثِه على العملِ: «ولمَّا أخرجْتُ المقتضبَ للمبرّدِ صنعْتُ له فهرساً مفصَّلاً ظفرَ بإعجابِ كثيرٍ من الباحثين، وطلبَ مني كثيرٌ من الأصدقاءِ أن أصنعَ لكتابِ سيبويهِ فهرساً مفصَّلاً على غرارِ فهرسِ المقتضبِ، ولمَّا أمكنتني الفرصةُ اهتبلتُها، وشرعْتُ في تحقيقِ هذه الأمنيّةِ».[13] طبعَ هذا العملُ في طبعتِه الأولى عام 1395هـ، في مطبعةِ السعادةِ في القاهرةِ، وبعدَ هذا أعطَى الشيخُ حقوقَ الطبعِ الأستاذَ عبدَالله العوهليَّ صاحبَ مكتبةِ دارِ العلومِ الذي اشترَى منه حقوقَ الطبعِ، مع جملةِ الفهارسِ الآتي ذكرُها.
- فهارسُ المخصّصِ والاقتضابِ وأدبِ الكاتبِ: هذه فهارسُ صنعَها الشيخُ لهذه الكتبِ، على غرارا فهارس الكتاب وفهارس المقتضب، جاءَت فهارسُ المخصَّصِ في مجلدين، والاقتضابِ وأدبِ الكاتبِ كلِّ واحدٍ منهما في مجلَّدٍ واحدٍ، وقد اشترى حقوقَ الطبعِ بالإضافة إلى فهارسِ كتابِ سيبويهِ الأستاذُ الفاضلُ / عبدُ الله العوهلي صاحبُ مكتبةِ دارِ العلومِ،[14] ودفعَ الحقوقَ الماليَّةَ كاملةً، وكانَ المبلغُ كبيراً في ذلكَ الوقتِ، سلمه للشيخِ مقدَّماً، وكانَ العوهليُّ كريمَ النفسِ حسنَ التعاملِ رحبَ الصدرِ، فصحَّحَ الشيخُ التجربةَ الأولى، وسلَّمها إلى المكتبةِ، ولكنَّ المنيةَ عاجلته، ولم تزلِ الكتبُ حتّى الآنَ تحتاجُ من يقيلُ عثرتَها، ويعينُ صاحبَ دارِ العلومِ على أن تخرجَ في أحسنِ حالٍ، فهو حريصٌ كلَّ الحرصِ على إتقانِ الكتبِ التي تخرجُها الدارُ.
- فهارسُ مسائلِ النحوِ والصرفِ في معاني القرآنِ للفرّاءِ: نشرَ في العددِ الثالثَ عشرَ والرابعَ عشرَ من مجلةِ كليّةِ اللغةِ العربيةِ بالرياضِ.
- اللبابُ من تصريفِ الأفعالِ: طبعَ عدَّةَ طبعاتٍ، وخرجَتِ الطبعةُ الخامسةُ في شعبان سنةَ 1391هـ في مطبعةِ السعادةِ في مصرَ، وهو كتابٌ متوسِّطٌ في تصريفِ الفعلِ.
- المذكّرُ والمؤنّثُ لابنِ الأنباريِّ؛ دراسةً وتحقيقاً. نشرتْه لجنةُ إحياءِ التراثِ في المجلسِ الأعلى للشؤونِ الإسلاميَّةِ في مصرَ، وخرجَ منه الجزءُ الأوَّلُ عامَ 1401هـ، ووقعَ من الشيخِ موقعاً سبَّبَ له ألماً، يُمكن إرجاعُ ذلك إلى ثلاثةِ أمورٍ، هي:
  - الأوَّلُ: أنَّ لجنةَ إحياءِ التراثِ تصرَّفَتْ في عملِ الشيخِ في ضوءِ المنهجِ الذي اختطّتْه لنفسِها، فاجتزأَتْ بعضَ الحواشي المطوَّلةِ، واكتفَتِ بالإشارةِ إلى المراجعِ المختلفةِ للمسألةِ الواحدةِ.
  - الثّانيةُ: أنَّ الكتابَ خرجَ وفيه استدراكاتٌ على الشيخِ وتعقُّباتٌ لم يرَها إلا بعدَ نشرِ العملِ، واستغربَ وجودَها في عملِه.[15]
  - الثّالِثةُ: أنَّ د. رمضانَ عبدَ التوّابِ استدركَ عليه بعضَ تخريجاتٍ للشواهدِ، وأضافَها في طبعةِ الشيخِ، ووضعَ بينَ قوسينَ (رمضان) إشارةً منه إلى أنها من عملِه،[16] وهو لم يشاركِ الشيخَ في التحقيقِ، ويرى الشيخُ أنّه ليسَ من حقِّ أحد أن يضيفَ إلى عملِه دونَ علمِه.

كلُّ هذا سبَّبَ إزعاجاً للشيخِ، ومعَ هذا لم يؤثِّرْ على علاقتِه بالدكتورِ رمضانِ عبدِالتوَّابِ، فلمَّا زارَ د. رمضانُ عبدِالتوَّابِ الرياضَ، استقبلَه الشيخُ استقبالاً حَسَناً، ولم يُبْدِ له تبرُّمَه، ولكنَّه طَلَبَ منه أن يتابِعَ معَ المجلسِ الأعلى صدورَ الجزءِ الثَّاني. وتوفي الرجلانِ، ولم يظهرْ باقي الكتابِ حتى الآنَ.
- المغني في تصريفِ الأفعالِ: هذا الكتابُ كما قالَ الشيخُ: «ثمرةُ دراسةٍ مستوعبةٍ نفضتُ لها ما وصلَ إليَّ من كتبِ النحوِ والصرفِ ؛ أرجو أن يكونَ فيها غناءٌ في دراسةِ تصريفِ الفعلِ». نشرَ هذا الكتابُ لأوَّلِ مرةٍ عامَ 1375هـ، ثم نشرَ بعدَ ذلك عدةَ مراتٍ، وقد خصَّصَه لتصريفِ الفعلِ، واستوعبَ مسائلَه وختمَه بنماذجَ من أسئلتِه لطلابِ كليّةِ اللغةِ العربيةِ في الأزهرِ عام 1957م، وعام 1958 م، وعام 1959م.
- المقتضبُ للمبرّدِ، دراسةً وتحقيقاً: نشرتْه لجنةُ إحياءِ التراثِ الإسلاميِّ في المجلسِ الأعلى للشؤونِ الإسلاميّةِ في مصرَ. أنجزَ الشيخُ تحقيقَ هذا العملِ الكبيرِ في ستةِ أشهرٍ فقط، وأشارَ إلى هذا فقالَ: «فهرسْتُ كتابَ سيبويه فهرساً مفصَّلاً، حوى مسائلَه مرتّبةً ترتيبَ أبوابِ النحوِ، كما رتّبْتُ شواهدَه باعتبارِ القافيةِ،[17] وقد أسعفني هذا الفهرسُ في تحقيقِ "المقتضبِ" إذ قد ألزَمْتُ نفسي بعقدِ الصلةِ بينَ كتابِ سيبويهِ والمقتضبِ، وقد اشترطَتِ اللجنةُ.[18] في تعاقدِي لإخراجِ المقتضبِ أن يتمَّ تسليمُ الكتابِ في مدَّةٍ لا تتجاوزُ ستةَ أشهرٍ.[19]» وقدْ أنجزَ ما وعدَ .

يقعُ الكتابُ في أربعةِ أجزاءٍ كبارٍ، ختمَه بفهارسَ رائعةٍ لمسائلِ النحوِ والصرفِ في الكتابِ، سهَّلَتِ الوصولَ إلى مسائلِه وقضاياه بيسرٍ وسهولةٍ.
وقد نشرَ د. أمينُ علي السيد الأستاذُ في قسمِ النحوِ والصرفِ في ذلكَ الوقتِ، وعميدُ دارِ العلومِ بعدَ ذلكَ نقداً لعملِ الشيخِ نشرَه في مجلةِ الكليّةِ العددُ الحادي عشرَ الصفحات 241 – 250، مخالِفاً الشيخَ في ترتيبِ المقتضبِ، وما ارتآه أنه إصلاحٌ له. لم يعقِّبِ الشيخُ على المقالةِ بشيءٍ، ولم يغيرْ من منهجِه شيئاً فقد نشرَ المقتضبُ بعدَ المقالةِ، بل في العامِ نفسَه نشرةً ثانيةً عام 1401هـ، واستدركَ على نفسِه ما رأى إصلاحَه.
- هادي الطريق إلى ذخائر التطبيق: أشارَ الشيخُ في مقالتِه التي عنوانُها: النحوُ بينَ التجديدِ والتقليدِ إلى محاولتِه في هذا الكتابِ تيسيرَ النحوِ وتحدَّثَ عنها حديثاً طويلاً، أفاضَ فيه، ومما قالَه: «إنَّ إيماني بهذه الفكرةِ[20] قديمٌ، وقد سنحَتْ ليَ الفرصةُ منذ خمسةَ عشرَ عاماً،[21] فأخرجْتُ كتاباً يحملُ هذه الفكرةَ، ويسيرُ على ضوئِها، فكانَ بحقٍّ خطوةً على هذا الطريقِ. كانَ منهجي في هذا الكتابِ أن أعرضَ القواعدَ التي نحتاجُ إليها في استقامةِ ألسنتِنا، وسلامةِ أقلامِنا في عبارةٍ موجزةٍ واضحةٍ، أمَّا الحديثُ عن المسائلِ التي لا صلةَ لها باستقامةِ الأساليبِ فقد تجاوزتُه ولم أشرْ إليه. هذا الكتابُ غطّى نحواً من ثلثِ النحوِ ؛ من المبنيِّ والمعربِ إلى بابِ ظنَّ وأخواتِها، تركتُ الحديثَ فيه عن وجوهِ شبهِ الاسمِ بالحرفِ حينَ البناءِ، والحديثِ عن (أل) وأقسامِها، ورافعِ المبتدأ والخبرِ، هذا هو أهمُّ ما تركْتُ الحديثَ عنه. لم أعتمدْ على كتابٍ واحدٍ، وإنَّما تحدَّثتُ عن كلِّ ما له صلةٌ باستقامةِ الأساليبِ، لو كانَ هذا الحديثُ مذكوراً في غيرِ كتبِ النحوِ، وأمثِّلُ لذلكَ:

1- فائدةٌ: يجوزُ في (قليلٍ) و(كثيرِ) جمعهما جمعَ مذكَّرٍ سالما....»
ثم استمرَّ الشيخُ - رحمَه اللهُ - يسردُ منهجَه، ويصفُ عملَه في الكتابِ، وقد استغرقَ ما يقاربُ سبعَ عشرةَ صفحةً من ذلك البحثِ.
طبعَ هذا الكتابُ في مطبعةِ الاستقامةِ في القاهرةِ 1381هـ، ويقعُ في مائةٍ واثنتينِ وسبعينَ صفحةً.

### المقالات
هذه جملةُ مقالاتٍ نشرَها الشيخ، منها ما هو منشورٌ في مجلةِ كليةِ اللغةِ العربيةِ بالرياضِ من العددِ الثّالثِ، وهي السنةُ التي قدمَ فيها إلى الرياضِ، ودرَّس في الكليّةِ، حتّى توفَّاه اللهُ، وكان العددُ الثالثَ عشرَ والرابعَ عشرَ – وهما في مجلَّدٍ واحدٍ - في المطبعةِ، وقد نشرَ الشيخُ في هذا العددِ الأخيرِ بحثينِ، وللهِ الأمرُ من قبلُ ومن بعدُ، وهذه المقالاتُ هي:
1. الأحنف بن قيس.[26]
2. أسلوب الاستثناء في القرآن الكريم.[27]
3. تجربتي في تحقيق التراث.[28]
4. تجربتي مع كتاب سيبويه.[29]
5. أبو حيان وبحره المحيط.[30]
6. جموع التكسير في القرآن الكريم.[31]
7. دراسات لأسلوب القرآن الكريم.[32]
8. فهارس مسائل النحو والصرف في معاني القرآن للفراء.[33]
9. القلب المكاني في القرآن الكريم.[34]
10. لمحات عن دراسة السين وسوف في القرآن الكريم.[35]
11. لمحات عن دراسة العدد في القرآن الكريم.[36]
12. مع أساليب القرآن الكريم.[37]
13. النحو بين التجديد والتقليد.[38]
14. نظرات في أبنية القرآن الكريم.[39]

وقد نشرَ مقالةً بعنوانِ: (ردٌّ على مقالِ: لماذا احتقرَ النحويّون المرأةَ ؟)، وهي ردٌّ على د. عدنان رشيد، الذي كتبَ مقالةً في جريدةِ الجزيرةِ تحملُ هذا العنوانَ، فما كانَ من الشيخِ إلا أن ردَّ عليه بهذه المقالةِ، وختمَها بقولِ الشَّاعرِ

## جهوده في الدراسات العليا
كان للشيخ جهودٌ كبيرةٌ في الدراسات العليا تمثلت في تدريسِه مقرر الصرف في السنة التمهيديةِ طيلة عقده بالإضافة إلى تدريسه مقرر الصرف في السنتين الثالثة والرابعة في كلية اللغة العربية، وكان مثالاً للجدِّ والحزم، لم يتأخر عن محاضرة، ولم يتوان في إيضاح ما يتصدَّى لتدريسه بصورة رائعة. بالإضافة إلى التدريس كان يسهم في الإشراف على رسائل الماجستير والدكتوراه، ومن هذه الرسائل في جامعة الإمام محمد بن سعود الإسلامية الآتي:

### الماجستير
أشرف على رسائل الماجستير الآتية:
1. آراء أبي عمرو بن العلاء النحوية واللغوية ؛ جمعها ودراستها؛ تقدم بها المعيد حسن بن محمد الحفظي، وكان من المناقشين زميل د. عضيمة الدكتور أحمد حسن كحيل، ونوقشت هذه الرسالة يوم 29/1/1402هـ.
2. الزجاج ومذهبه في النحو؛ أنجزها المعيد عبد الرحمن بن صالح السلوم، ونوقشت بتاريخ 20/2/1402هـ.
3. تحقيق القسم الأول من كتاب سفر السعادة وسفير الإفادة لعلم الدين السخاوي، وتقدم بها محمود سليمان عبيدات (أردني الجنسية)، واشترك في مناقشتها د. أحمد كحيل، ونوقشت يوم 5/5/1401هـ.
4. دراسة نحوية لكتاب إعراب القرآن لمكي بن أبي طالب، وتقدم بها يحيى بشير مصري، (سوري الجنسية)، واشترك في مناقشتها أيضاً د. أحمد كحيل، ونوقشت يوم 1/1/1401هـ، ومن طرائف الشيخ عضيمة في هذه المناقشة بعد أن أنهى المناقشان ملحوظاتها على الرسالة أشار إلى أنه من حق المشرف أن يناقش الطالب فيما اختلف فيه معه، ولم يلتزم الطالب بتعديله، وناقش الرسالة كأنه عضو مناقش، وكانت مناقشة قوية مستفيضة، أبان الشيخ عضيمة عن خلق العلماء والتجرد للعلم، وهي أول مرة تحدث في الكلية، وقد تكررت بعد ذلك في قسم آخر غير قسم النحو والصرف وفقه اللغة.
5. أثر اختلاف اللهجات العربية في النحو ؛ تقدم بها يحيى بن علي صالح، وأشرف عليها الشيخ عضيمة بالاشتراك مع د. عبد الغفار حامد هلال، ونوقشت مساء يوم 13/8/1402هـ.

### الدكتوراه
أشرف على عدد من رسائل الدكتوراه، ومنها عدد من الرسائل أوشك أصحابها على النهاية، لكن حالت منية الشيخ عن إتمام الإشراف عليها، فأحيلت إلى مشرفين آخرين، ومن الرسائل الدكتوراه الرسالة التي أنجزها د. عبد الله بن سالم الدوسري، وعنوانها: (سيبويه في لسان العرب) ونوقشت يوم 16/6/1403هـ.

## علاقاته
كانَ الشيخُ له علاقاتٌ كثيرةٌ واسعةٌ حسنةٌ، ويجيبُ عن جميعِ الرسائلِ التي تأتيه، ولم يتوانَ في الردِّ على رسائلِه، مهما كانَتْ، ومن أيِّ جهةٍ جاءت، كانت له مراسلاتٌ مع عددٍ غيرِ قليلٍ من أساتذة الجامعة في عدد من البلدان العربية.
ومن أبرزِ الأشخاصِ الذين للشيخِ بهم علاقةُ تقديرٍ من غيرِ منسوبي الكليّةِ التي عملَ بها الأستاذُ الدكتورُ حسنُ شاذلي فرهود؛ الذي كانَ يزورُ الشيخَ في سكنه شمالَ جامعِ الرياضِ الكبيرِ، وغيرُه كثيرٌ من السعوديّين على وجهٍ الخصوصِ، وكان الشيخ عضيمة يثني على علم د. حسن فرهود، ويعجبُه عملُه في تحقيق التكملةِ كثيراً. أشرتُ عند حديثي عن المقتضبِ إلى أن د. أمين علي السيد كتبَ نقداً لعملِ الشيخِ في ترتيبِ المقتضبِ، ونشرَه في مجلةِ كليةِ اللغةِ العربيةِ التي ينتميان إليها، ولما قابلَ الشيخُ د. أمينَ السيد لم يظهرْ عليه أثرٌ لتلك المقالةِ، أو أن يسودَ علاقتَهما فتورٌ، بل بقيتِ العلاقةُ على ما كانت عليه.
وأشرْتُ عندَ حديثي عن المذكّرِ والمؤنَّثِ إلى ما صنعَه د. رمضان عبد التواب في عملِ الشيخِ، بل إنّ الاختصاراتِ كانَ التوقُّعُ يشيرُ إلى أنّها من فعلِه، وجاء د. رمضان أستاذاً زائراً لكليةِ اللغةِ العربيةِ، وقابلَ الشيخَ في الكليةِ، وألحَّ الشيخُ عليه بدعوتِه إلى منزلِه، وفعلاً زارَه د. رمضان، وكنْتُ حاضِراً تلك الزيارةَ، وقد احتفَى به الشيخُ أيما حفاوةٍ، وقدّرَه تقديراً رائعاً.
وفي تلك الزيارةِ جرى حديثٌ بينهما عن تحقيقِ د. عبدِالسلامِ هارون لكتابِ سيبويهِ، فذكرَ الشيخُ أنَّ له على العملِ ملحوظاتٍ كثيرةً، فعرَضَ عليه د. رمضان أنْ يعيدَ تحقيقَ الكتابِ، فاعتذرَ الشيخُ بأنَّه لا داعيَ له ما دامَ أنَّ الكتابَ خرجَ محقَّقاً، فطلبَ منه أن ينقدَ تحقيقَ عبد السلام هارون، فأطرقَ الشيخُ قليلاً ثم قالَ: هارونُ أحسنَ في تحقيقِ كثيرٍ من كتبِ التراثِ، ولم يوفَّقْ في تحقيقِ الكتابِ، فنحن نغفرُ له هذه من أجلِ تلكَ.
أما العلاقةُ التي كانتْ مبنيةً على إعجابٍ متبادلٍ بين الرجلين فهي علاقته بالأستاذ محمود محمد شاكر، وقد قدّم الأستاذ محمود شاكر لكتاب الدراسات، وكتبَ الشيخُ عضيمة مقالة رائعة بعنوان: (الأستاذ محمود محمد شاكر: كيف عرفته) ونشرت ضمن كتاب دراسات عربية وإسلامية مهداة إلى فهر بمناسبة بلوغه السبعين ص453- 455.

## وفاته
بقيَ الشيخُ في كليةِ اللغةِ العربيةِ بالرياضِ أكثرَ من عشرِ سنواتٍ، جرتْ عادتُه طيلة السنوات الماضية أن يقضي إجازة نصف العام – وهي أسبوعان – الأسبوع الأول في مكة المكرمة، ويسكنُ في أحدِ الفنادقِ القريبةِ من الحرمِ، ثم يسافرُ إلى المدينةِ المنوّرةِ ليقضيَ فيها الأسبوعَ الثاني قريباً من المسجدِ النبويِّ.
وفي عام 1404هـ وقبل بدء الامتحاناتِ قدَّم طلباً إلى عميدِ الكلية آنذاك الشيخ ناصر بن عبد الله الطريم، وقالَ في الطلبِ: إنّه بقيَ في المملكةِ أكثرَ من عشرِ سنواتٍ، لم يسافرْ خلال إجازة نصف العام إلى مصر، ويطلبُ الإذنَ له بالسفر، ومثلُ الشيخِ لا يردُّ طلبه، فوافقت الكليةُ، وتمَّ الأمر، وكانت إجازةُ نصفِ العامِ تبدأُ بنهايةِ دوامِ يومِ الأربعاءِ 8/4/1404هـ، إلا أنّ الشيخَ رغبَ في تقديمِ سفرِه لظروفِ الحجزِ والطيران، فسافرَ يومِ الثلاثاء 7/4/1404هـ تصحبُه زوجتُه. وبعد وصولِه القاهرةَ استقبله ابنه المعتز، ووقعَ لهم حادثُ سيارةٍ، ووصفت الباحثةُ التي كتبَت عن الشيخِ رسالتها قائلةً: " وحينَ وصلَ وزوجُه إلى مطارِ القاهرة كان في استقبالهما ابنهما محمد المعتز بالله، وقد جلسَ الشيخُ في المقعد الأمامي في السيارةِ، وبادرت الزوجةُ والابنُ بوضعِ الحقائب فيها حين أقبلَت سيارةٌ كبيرةٌ فاصطدمت بسيارتهم، ولم تلحقْ بهم إصاباتٍ بيدَ أن الشيخ أصيبَ بالإغماءِ، وفقدَ وعيُه، فنقلَ إلى مستشفىً قريبٍ، ولكنه ظلّ مغمىً عليه إلى إن تُوفي بعد نحوِ ثمان وأربعين ساعة في 9/4/1404هـ الموافق 12/1/1984م.
هذا ما قالته الباحثةُ، وأثبتته في رسالتها، والروايةُ التي سمعتُها وقت الحادثة والتي نقلت إلى الدكتور أحمد كحيل وهو الذي نقل الخبرَ، وسمعتُه أيضاً من عددٍ من الزملاء المصريين ربما يختلفُ بعضَ الشيء، فبعد وصولهما استقلا السيارة الخاصة، وبعد خروجِهم من المطارِ بمسافةٍ ليست بعيدةً حانت التفاتةٌ من السائق، فانحرفت السيارةُ عن الطريق، واصطدمَت بعمودِ كهرباءَ، وأصيبَ الشيخُ الذي كان يجلس في المقعد الأمامي بضربةٍ في الجبهةِ وأعلى الأنفِ، مما سبّبَ دخولَه في غيبوبةٍ طيلة يومي الثلاثاء والأربعاء، وجاءه أولادُه وبناتُه، وهو ما زالَ في غيبوبةٍ، وأفاقَ بعدَ العشاءِ، وسألَ عن ابنتيه هناء وآيات، وطلبَ أن يراهما، وبقيَ مستفيقاً مدةً ليست طويلةً وانتهت الزيارةُ، فلما جاءَ الأبناء صباحَ اليوم التالي وهو يوم الخميس أفادَ المستشفى أنَّ الشيخ توفي في الليل، يعني ليلة الخميس 9/4/1404هـ. ُ رحمةً واسعةً، وغفرَ له، وأسكنه فسيحَ جنته، وألحقه بالصدّيقينَ والشهداءِ وحسنَ أولئك رفيقاً.

## بعض أقواله
للشيخ أقوالٌ كثيرةٌ، تجسِّدُ منهجَه في الحياةِ والبحثِ والتعاملِ معَ الآخرين، وله نظرتُه الثاقبةُ، وآراؤه الدقيقةُ، أمّا في العلمِ فقد بناها على درسٍ وتمحيصٍ وتدقيقٍ، أما في الحياة فقد أملاها ذكاؤه وبصرُه بالناس.
قالَ محمد عبد الخالق عضيمة: «إذا قرأَ النَّاسُ القرآنَ الكريمَ للتدبُّرِ والعبرةِ ونيلِ الثوابِ فلا يشغلُني في قراءةِ القرآنِ إلا الجانبُ النحويُّ ، تشغلُني دراسةُ هذا الجانبِ عن سائرِ الجوانبِ الأخرى. أهوى قراءةَ الشعر، وأحرصُ على حفظِ الجيِّد منه، ولكنَّ جيِّدَ الشعر الذي يصلح لأن يحلَّ محلَّ شواهدِ النحو له تقديرٌ خاصٌّ في نفسي. ورحمَ الله ثعلباً فقد قالَ: اشتغلَ أهلُ القرآنِ بالقرآنِ ففازوا، واشتغل أهلُ الحديثِ بالحديثِ ففازوا، واشتغلَ أهلُ الفقهِ بالفقهِ ففازوا، واشتغلت أنا بزيدٍ وعمرٍو ، فيا ليت شعري ماذا تكونُ حالي في الآخرةِ». وقال أيضاً: «وفي رأيي أنَّه لا يجملُ بالمتخصِّصِ في مادَّتِه العاكفِ على دراستِها أن تكونَ طبعاتُ كتابِه صورةً واحدةً لا أثر فيها لتهذيبٍ أو قراءاتٍ جديدةٍ ، فإن القعودَ عن تجديدِ القراءةِ سمةٌ من سماتِ الهمودِ، ولونٌ من ألوانِ الجمودِ». وقال: « وليس من غرضي في إخراج المقتضب أن أزهوَ به، وأحطَّ من قدر سواه، فإنِّي أكرمُ نفسي عن أن أكون كشخصٍ كلَّما ترجم لشاعرٍ جعله أشعرَ الشعراءِ».
قال:« فحديثي اليوم إنما هو وحيٌ هذه التجربة ، وثمرة تلك الممارسة والمعاناة ، ولكلِّ إنسانٍ تجربته ، فإذا كان لغيري تجربةٌ أخرى ، أو رأيٌ آخر يخالف ما أذكرُه أو استفسارٌ فليكتب لي عن ذلك بعد الفراغ من المحاضرة ، وعلم الله أنَّي لا أضيقُ بالرأيِ المخالفِ ، وفي يقيني أنَّ المناقشةَ تنضجُ الرأيَ وتهذِّبَه». وقال: « لقد سجَّلت كثيراً مما فاتَ النحويين ، وليسَ من غرضي أن أتصيَّد أخطاءهم ، وأردَّ عليها ، ولسْتُ أزعم أنَّ القرآنَ قد تضمَّن جميعَ الأحكامِ النحويةِ ، فالقرآنُ لم ينزل ليكونَ كتابَ نحوٍ ، وإنَّما هو كتابُ تشريعٍ وهدايةٍ ، وإنَّما أقولُ: ما جاءَ في القرآن كانَ حجّةً قاطعةً، وما لم يقعْ في القرآنِ نلتمسُه في كلامِ العربِ ، ونظيرُ هذا الأحكامُ الشرعيةُ ؛ إذا جاءَ الحكمُ في القرآن عُملَ به ، وإن لم يرد به نصٌّ في القرآنِ التمسناه في السنَّةِ وغيرها».